# Uraga
Uraga is een geslacht van vlinders van de familie spinneruilen (Erebidae), uit de onderfamilie Arctiinae.

## Soorten
- U. haemorrhoa Walker, 1854
- U. hyalina Gaede, 1926
- U. rubricollis Hampson, 1901
- U. trifida Dognin, 1908